# 瓦西里夫卡 (庫利科韋市鎮)
49°38′17″N 34°54′25″E / 49.63806°N 34.90694°E
瓦西里夫卡（烏克蘭語：Василівка）是位於烏克蘭中部的村莊，由波爾塔瓦州波爾塔瓦區的庫利科韋市鎮負責管轄。該村處於科洛馬克河畔，距離小拉季日涅1.5公里，海拔高度92米，2001年人口723。